# Shamshad Cockcroft
Shamshad Cockcroft n.  ?, Zanzibar, Tanzania) este un fiziolog britanic și profesor de fiziologie celulară în Divizia de Neuro, Fiziologie și Farmacologie a Biosciențelor la Institutul de Educație UCL .  Ea este membră a Societății Fiziologice din 1989.  

## Educație
Cockcroft a obținut o diplomă de licență în Chimie Biologică la Universitatea din Manchester în 1974 și a obținut doctoratul în biochimie la Universitatea din Birmingham în 1977.   În timpul doctoratului Bob Michell i-a prezentat subiectul lipidelor de inozitol ca sursă potențială de mesageri secundari, subiect pe care l-a urmărit în timpul studiilor postdoctorale la University College London . 

## Cercetare
Cercetarea și activitatea lui Cockcroft investighează traficul lipidelor intracelulare și lipidele în semnalizarea celulelor și a membranei.  
Cockcroft a primit o bursă de la Institutul Lister în 1986 și a înființat Grupul de Semnalizare al Lipidelor la UCL.   Ea a fost anterior șef de catedră in biologie celulara la UCL si a primit o bursă de catre Wellcome Trust .  

## Viata personala
Cockcroft s-a născut în Zanzibar, dar s-a mutat în Regatul Unit la 18 ani în urma Revoluției Zanzibar .  S-a confruntat cu probleme atunci când a încercat să aplice pentru a-și continua studiile la o universitate, având doar 4 examene de tip nivel „O” în Matematică, Engleză, Constituția Britanică și Geografie. A trebuit să se înscrie pentru examenele de tip nivel „A” la un liceu din Marea Britanie.  Ea a fost inspirată să aleagă o carieră în știință citind biografii ale oamenilor de știință, inclusiv William Harvey și Marie Curie .  
Este căsătorită cu Laurence Cockcroft și are trei copii: Jasmine, Jacob și Joshua. 